# Phoebe attenuata
Phoebe attenuata är en lagerväxtart som först beskrevs av Christian Gottfried Daniel Nees von Esenbeck, och fick sitt nu gällande namn av Christian Gottfried Daniel Nees von Esenbeck. Phoebe attenuata ingår i släktet Phoebe och familjen lagerväxter. Inga underarter finns listade i Catalogue of Life.